# Артилерійська бригада

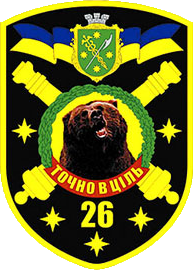
Емблема 26-ї Бердичівської артилерійської бригади 8-го армійського корпусу. 14 серпня 2008 року.

Артилері́йська брига́да — тактичне військове з'єднання, основна тактична одиниця в артилерії, що входить до складу загальновійськових об'єднань армій держав світу. Може входити до складу корпусу, але в переважній більшості є окремим формуванням Сухопутних військ або навіть військово-морських сил деяких країн світу.
У залежності від призначення та артилерійських систем, що знаходяться на озброєнні існують (існували) такі типи артилерійських бригад:
- гаубична артилерійська бригада;
- гарматна артилерійська бригада;
- самохідна артилерійська бригада;
- мінометна артилерійська бригада;
- зенітна артилерійська бригада;
- винищувально-протитанкова бригада;
- кулеметно-артилерійська бригада;
- артилерійська бригада реактивної артилерії;